# Chrysoritis dicksoni
Dickson's Copper or Dickson's Strandveld Copper (Chrysoritis dicksoni) là một loài bướm ngày thuộc họ Lycaenidae. Nó là loài đặc hữu của Nam Phi, ở đó nó is only known inland from Witsand in a single spot in Fynbos. Previously, it was also found phía bắc of Cape Town. It is sometimes separated in the monotypic genus Oxychaeta.
Sải cánh dài 26–35 mm đối với con đực and 33–40 mm đối với con cái. Con trưởng thành bay từ cuối tháng 7 to giữa tháng 9. Có một lứa một năm.
The larvae feed through trophallaxis from Cremogaster peringueyi ants.